# Ans Polak
Anna (Ans) Dresden-Polak (Amsterdam, 24 november 1906 – Sobibór, 23 juli 1943) was een Joods-Nederlandse gymnaste. Ze nam eenmaal deel aan de Olympische Spelen en won bij die gelegenheid één medaille.
Zij maakte deel uit van de turnploeg die goud won tijdens de Olympische Zomerspelen 1928 van Amsterdam. Deze dames waren de eerste Nederlandse vrouwelijke Olympische kampioenen. Van de twaalf leden van de gouden turnploeg waren vijf van Joodse afkomst. Ans Polak en drie van haar teamgenoten, Stella Agsteribbe, Lea Nordheim en Judikje Simons, en coach Gerrit Kleerekoper, werden tijdens de Tweede Wereldoorlog om het leven gebracht in een concentratiekamp.
Ans Polak en haar zes jaar oude dochter Eva werden vanuit vanuit Kamp Westerbork weggevoerd naar Sobibór, waar beiden op dezelfde dag werden omgebracht. Haar man Barend Dresden stierf enkele maanden later in Auschwitz.
Een medaille waarvan wordt gemeld dat het de gouden van Ans Polak uit 1928 is, werd in 2012 bij opbod verkocht door een veilinghuis in Bussum. Hoe deze medaille bij de eigenaar terecht kwam, is onbekend.